# Manilkara bella
Manilkara bella là một loài thực vật thuộc họ Sapotaceae. Đây là loài đặc hữu của Brasil, nơi chúng hiện đang bị đe dọa vì mất môi trường sống.